# Edat d'Or neerlandesa

La ronda de nit (Rembrandt, 1642), peça emblemàtica del Rijksmuseum d'Amsterdam

L'Edat d'Or neerlandesa va ser un període de la història neerlandesa, que aproximadament abraça el segle xvii, durant la qual el comerç, la ciència, l'exèrcit i l'art de les Set Províncies Unides, els futurs Països Baixos eren entre els més aclamats del món.

## Causes de l'Edat d'Or
El 1568 les Províncies Unides que signaren la Unió d'Utrecht (neerlandès: Unie van Utrecht) començaven una rebel·lió contra Felip II que conduiria a la Guerra dels vuitanta anys. Abans que les Disset Províncies es poguessin reconquerir completament, esclatava la guerra entre Anglaterra i Espanya, que va forçar les tropes espanyoles de Felip II a aturar els seus avenços. Mentrestant, les tropes espanyoles havien conquerit les importants ciutats comercials de Bruges i Gant, i van fixar Anvers, que era llavors el port més important al món, com una conquesta imprescindible. El 17 d'agost de 1585, Anvers va caure, i va marcar el límit dels Països Baixos espanyols, més o menys l'actual Bèlgica, sense el Principat de Lieja. Les Províncies Unides (grosso modo els Països Baixos actuals) van lluitar fins a la treva dels dotze anys, que no va acabar amb les hostilitats. La Guerra dels Vuitanta Anys finalment va acabar amb la Pau de Westfàlia el 1648.

### Migració de treballadors del coneixement als Països Baixos
Sota els termes de la rendició d'Anvers el 1585 la població protestant (no disposada a convertir-se) varen tenir dos anys per resoldre els seus afers abans de marxar de la ciutat i el territori dels Habsburg.
Similars acords es varen fer a d'altres localitat. Els protestants estaven especialment ben representats entre els artesans especialitzats i comerciants rics de les ciutats portuaries de Bruges, Gant i Anvers. Molts es varen traslladar cap al nord durant el període 1585-1630 mentre que els catòlics es traslladaven en direcció contrària. Dels que varen anar al nord, molts es varen instal·lar a Amsterdam, que era un petit port el 1585, però gràcies als immigrants es transformaria ràpidament en un dels ports i centres comercials més importants del món cap al 1630. L'èxode es pot descriure com la 'creació d'un nou Anvers'. Aquesta immigració massiva des de Flandes i Brabant fou una important força del desenvolupament de l'Edat d'Or.
A més a més de la immigració massiva de nadius des dels Països Baixos del Sud, hi havia també significatius moviments de refugiats no natius que ja havien fugit prèviament de la persecució religiosa, especialment els sefardites de Portugal i Espanya i, més tard, els hugonots des de França. Els pares pelegrins també varen estar allà un temps abans d'anar-se'n al Nou Món.

## Gran poder europeu

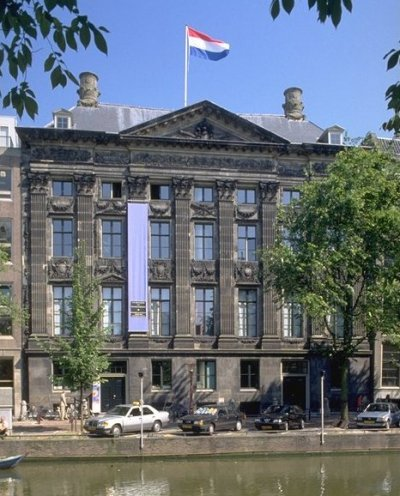
El Trippenhuis a Amsterdam

## Estructura social

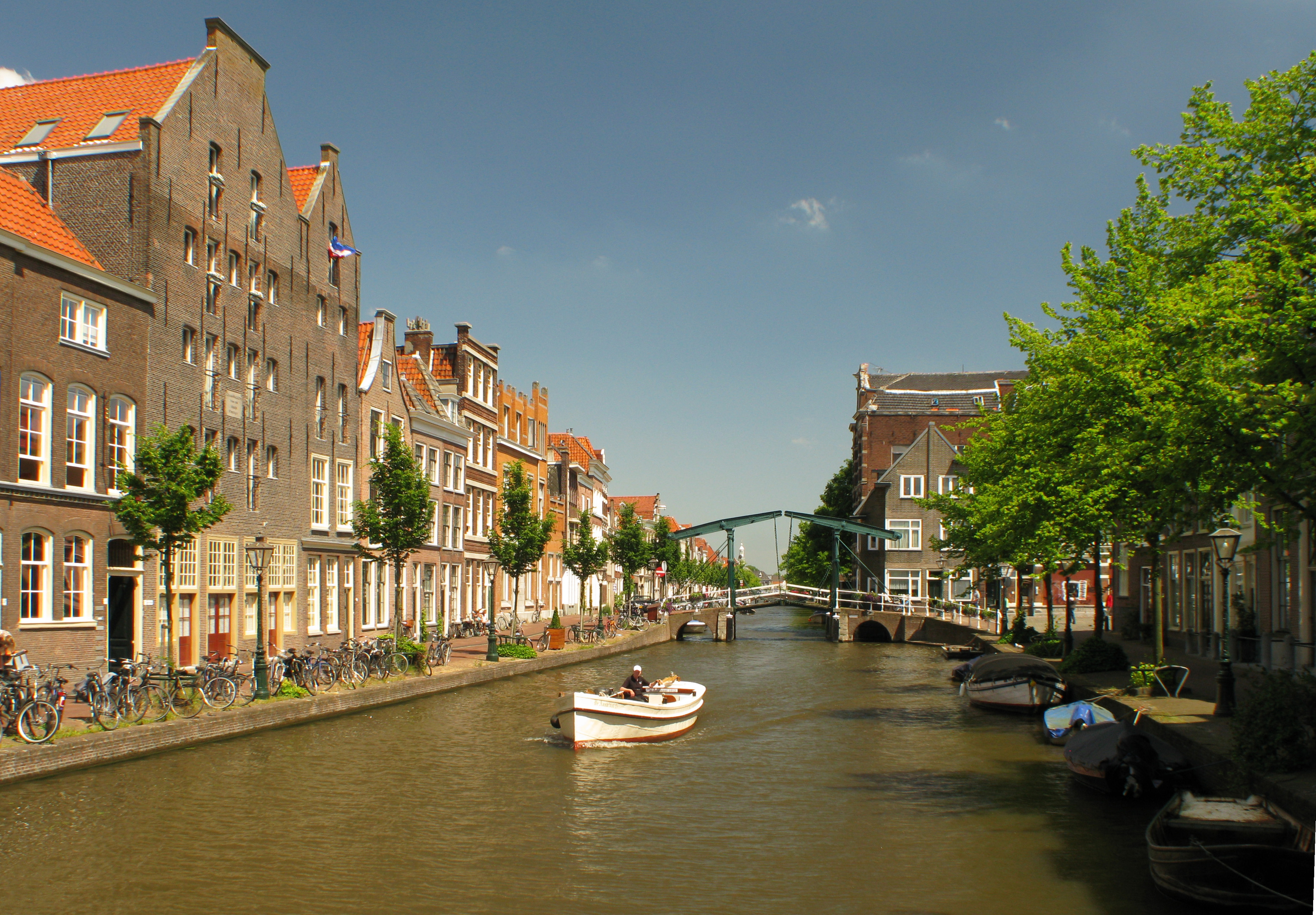
Canal amb cases patrícies - Leiden

## Ciència

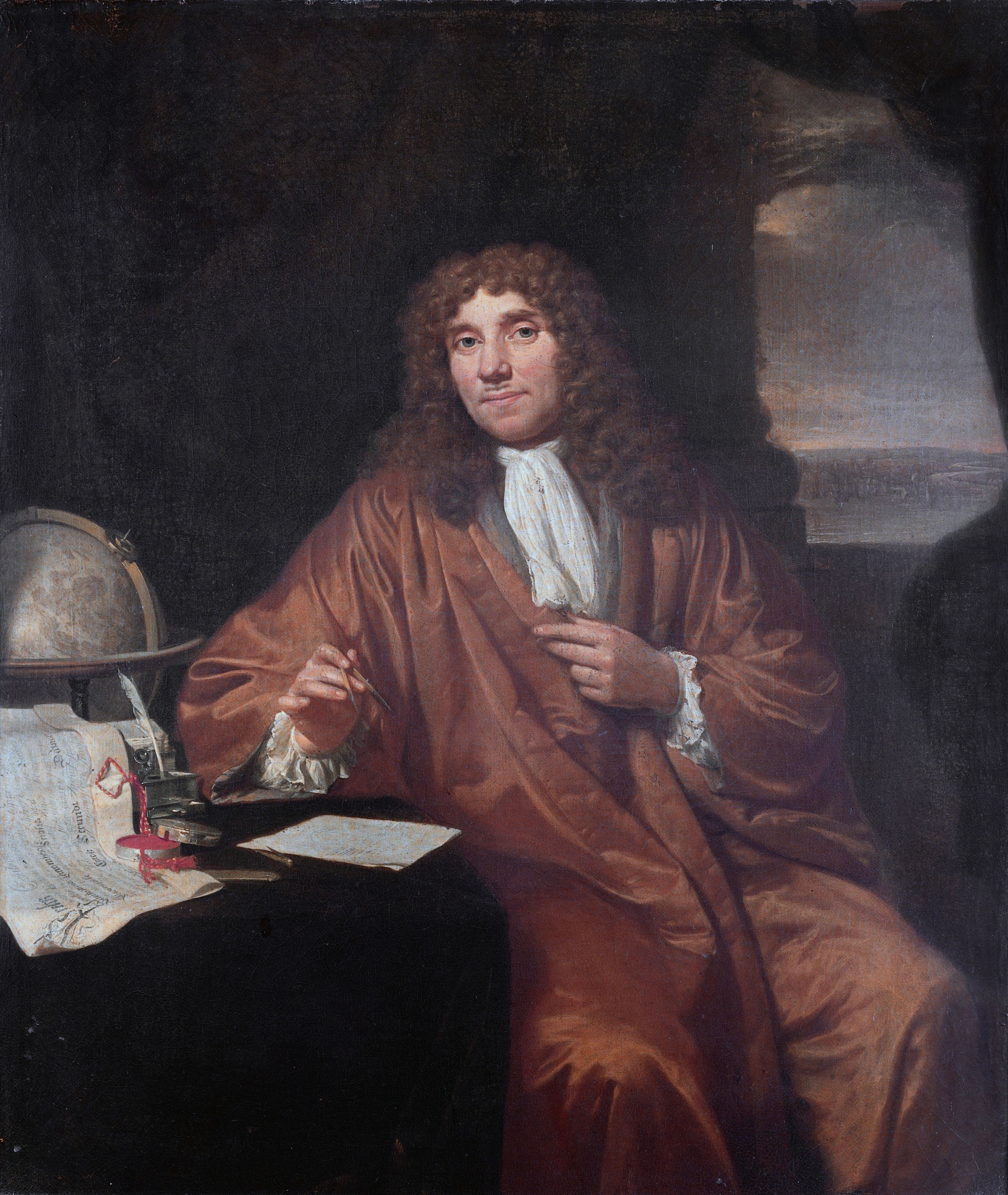
Antonie van Leeuwenhoek

### Pintura

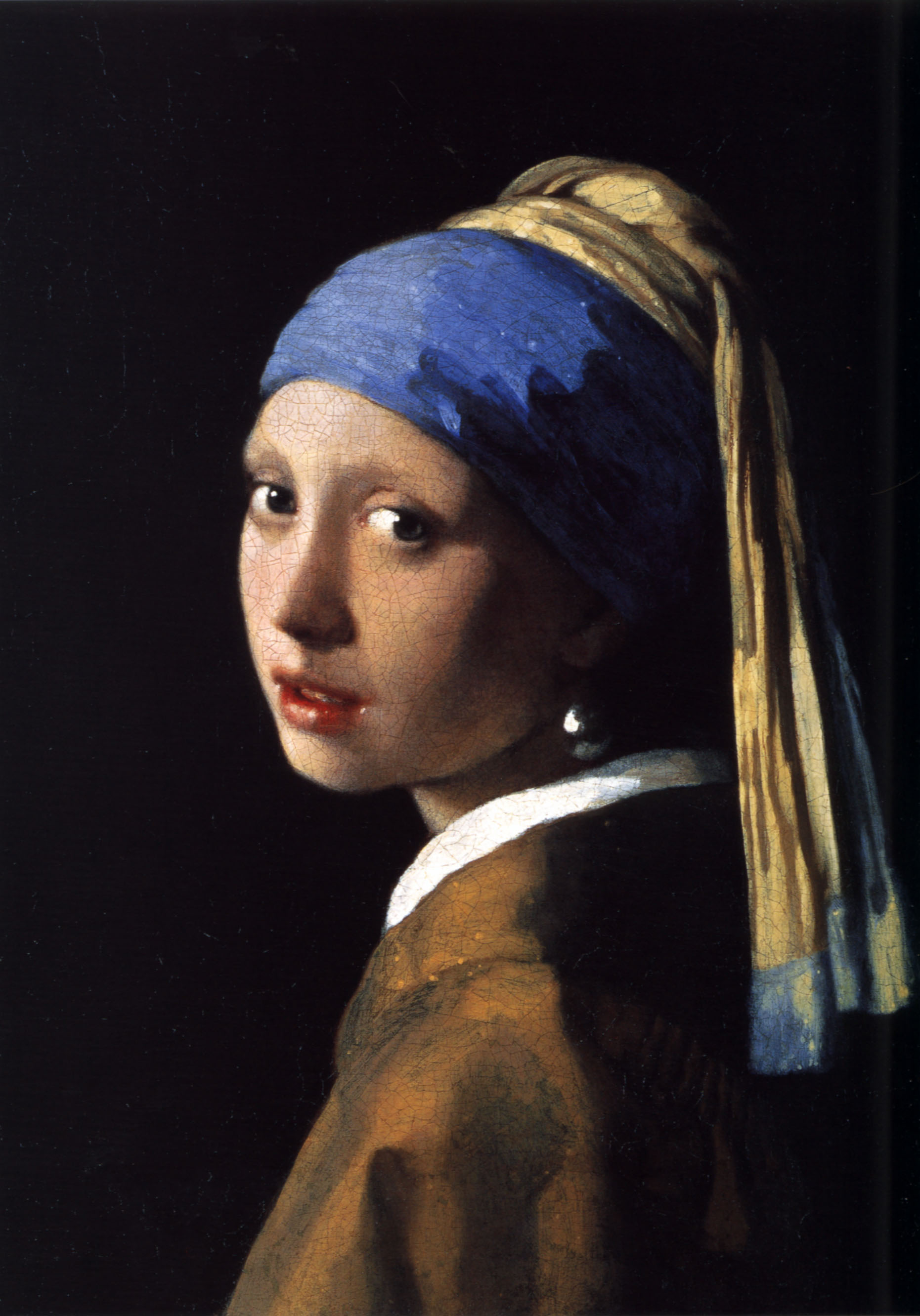
La noia de la perla de Johannes Vermeer

### Arquitectura

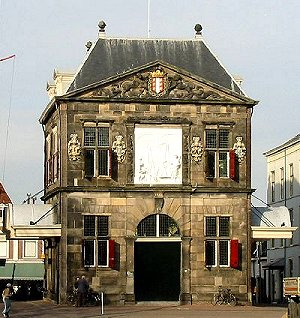
El Kaaswaag (Casa de pesatge de formatge) a Gouda, construït el 1667, obra de Pieter Post (1608–1669)